# Costatrichia panamensis
Costatrichia panamensis är en nattsländeart som beskrevs av Oliver S. Flint Jr. 1967. Costatrichia panamensis ingår i släktet Costatrichia och familjen smånattsländor. Inga underarter finns listade i Catalogue of Life.